# José Antonio Ceballos
José Antonio Ceballos (San Antonio de Litín, 6 de enero de 1880 - Córdoba, 21 de febrero de 1956) fue un político argentino, diputado provincial por el radicalismo y gobernador de la Provincia de Córdoba.

## Trayectoria
Nació en el pueblo de San Antonio de Litín, en el departamento Unión. Estudió medicina y obtuvo el título de médico. Ejerció durante quince años en Bell Ville. Fue uno de los fundadores de la Unión Cívica Radical en Bell Ville. Fue elegido diputado provincial entre 1915 y 1917. En 1921 fue elegido como primer Director del Hospital de Bell Ville.
En 1928, cuando Yrigoyen ganó las elecciones con más del 57% de los sufragios, Ceballos fue consagrado vicegobernador de la provincia de Córdoba por el radicalismo yrigoyenista con Enrique Martínez como gobernador, al imponerse a la fórmula integrada por Julio Argentino Pascual Roca y Mariano Ceballos  del Partido Demócrata de Córdoba.
Cuando Martínez asumió como vicepresidente de la nación, y Ceballos lo sucedió en el gobierno de Córdoba, el 14 de agosto de 1928. En 1927 había estallado una epidemia de tuberculosis, lo cual aumentó la tasa de mortalidad, que creció un 116% y alcanzó el pico más alto en 1928. Las muertes por tuberculosis en la provincia representaban aproximadamente el 7,98% del total a nivel país en 1927, en 1929 esa proporción había pasado al 29,72%, sumado a la falta de respuesta debido a la baja en el presupuesto sanitario.
Ceballos creó muchas escuelas en la provincia de Córdoba.
A raíz de los primeros efectos de la crisis económica de 1929, debido a la contracción del comercio internacional, se sucedieron numerosas quiebras de empresas y comercios. La crisis afecto profundamente al sector frigorífico y a la industria láctea cordobesa.
El 6 de septiembre de 1930 estalló el golpe de Estado o revolución que, a nivel nacional, depuso al entonces presidente Yrigoyen.  Fue en Córdoba donde una manifestación de militantes radicales generó el primer muerto,  César Clerici, fue asesinado mientras participaba de una manifestación frente al Club Social.
El 7 de septiembre,  Ceballos entregó el poder a las autoridades militares. Basilio Pertiné y  Carlos Ibarguren fueron los interventores federales designados en Córdoba, por la dictadura de José Félix Uriburu.
Falleció el 21 de febrero de 1956, a los 76 años de edad, en Córdoba, Argentina.

## Reconocimientos
El 17 de agosto de 1958, la Cámara de Diputados de la Nación, cambió el nombre del Hospital Común Regional del Centro de Bell Ville por el de Hospital Regional Dr. José Antonio Ceballos.
En la ciudad de Córdoba le pusieron su nombre a un colegio.